# Real Sociedad Económica Sevillana de Amigos del País
La Real Sociedad Económica Sevillana de Amigos del País es una institución filantrópica española, creada durante la Ilustración por el rey de España Carlos III en 1775 en Sevilla.

## Símbolos
El sello de la Sociedad lleva una madeja anudada por el medio y las letras NO-DO. Tres antorchas encendidas se cruzan y enlazan en el nudo de la madeja, alusivas a las tres comisiones dedicadas a Agricultura, a Artes y Oficios, y a Industria, Comercio y Navegación. En la base aparece el lema “Da luces, siempre fiel”.

## Historia
El 15 de abril de 1775 se fundó la Sociedad Patriótica de Sevilla, que tras la Real Provisión de Carlos III, del 16 de diciembre de 1777, pasó a denominarse Real Sociedad Económica Sevillana de Amigos del País. El gran impulsor de ésta institución fue Pablo de Olavide, quien fue su primer presidente. Uno de los miembros más activos de la Sociedad en sus primeros años de existencia fue Melchor Gaspar de Jovellanos.
Con un número inicial de cuarenta socios, la sociedad se dedicó desde sus orígenes a la promoción de la economía y al fomento de la actividad cultural de Sevilla y su provincia. Proyectó la creación de un hospicio y puso en marcha iniciativas para fomentar el libre comercio con América. También, como es habitual en otras sociedades económicas de amigos del país, a lo largo de los siglos ha prestado especial atención a la educación.
La Sociedad fundó una cátedra de Matemáticas, cuyo primer catedrático fue el ingeniero francés Pierre Henry, entre 1780 y 1795.

## Directores
- 1775: José Bucarelli y Ursua Lasso de la Vega